# Kematen
Kematen este o arie protejată (arie de protecție specială avifaunistică — SPA) din Austria întinsă pe o suprafață de 169,86 ha, integral pe uscat.

## Localizare
Centrul sitului Kematen este situat la coordonatele 47°31′32″N 12°50′34″E / 47.5256°N 12.8428°E.

## Înființare
Situl Kematen a fost declarat arie de protecție specială avifaunistică în aprilie 2000 pentru a proteja 4 specii de animale.

## Biodiversitate
Situată în ecoregiunea alpină, aria protejată nu include niciun habitat protejat.
La baza desemnării sitului se află mai multe specii protejate de  păsări (4): acvilă de munte (Aquila chrysaetos), cocoșul de mesteacăn (Bonasa bonasia), Lagopus mutus helveticus,  cocoș de munte (Tetrao urogallus).